# Maite Perroni
Maite Perroni Beorlegui (Ciudad de México, 9 de marzo de 1983) es una cantante y actriz mexicana. Saltó a la fama en 2004 con su personaje de Lupita Fernández en la telenovela juvenil mexicana Rebelde y como una de las integrantes del grupo RBD. Desde 2013, inició una carrera como solista.
Ha sido protagonista de telenovelas como Cuidado con el ángel, Mi pecado, Triunfo del amor, Cachito de Cielo, La gata, Antes muerta que Lichita, Papá a toda madre entre otras.

## Biografía y carrera

### 1983-2004: primeros años
Nació en Ciudad de México, pero creció en Guadalajara, hasta la edad de 13 años, cuando su familia se mudó de nuevo a Ciudad de México. Tiene dos hermanos, Adolfo y Francisco, que son tres y nueve años más jóvenes que ella.
Se capacitó como actriz en el Centro de Educación Artística (CEA) de Grupo Televisa hasta el 2003. Realizó diversas obras de teatro, como Las cosas simples, Los enamorados y Usted tiene ojos de mujer fatal.

### 2004-2008: RBD
En 2004, se integró al grupo pop RBD. De 2004 a 2006, se lanzan al mercado los perfumes de los personajes principales de la telenovela. En noviembre de 2004, lanzaron su álbum debut, titulado Rebelde, para su promoción se estrenaron el sencillo debut del mismo nombre, «Sólo quédate en silencio» y «Sálvame», que fueron traducidos al inglés y al portugués, con la excepción del primero que ganó solo una versión portuguesa. Cuando el grupo lanzó su segundo álbum Nuestro amor, sorprendió al romper récords ya que consiguió Disco de Platino en solo siete horas, y fue nominado a los Grammy Latinos como «Mejor Álbum Vocal Pop Dúo o Grupo». 

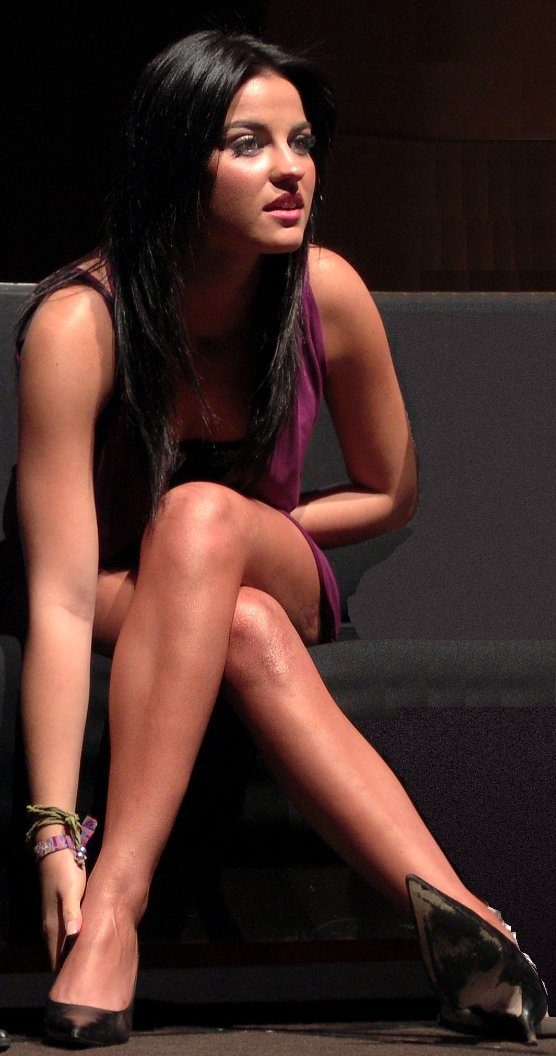
Perroni, en 2006.

En octubre de 2006, RBD regresó a Río de Janeiro para ser el primer artista de habla hispana en dar un concierto como artista principal en la historia del Estadio Maracaná, el más grande del mundo, ante 120 000 seguidores, donde filmaron el DVD Live In Río, lanzado en febrero de 2007. RBD hizo su debut en inglés con Rebels a dos semanas de haber lanzado Celestial, en noviembre de 2007, RBD publicó Empezar desde cero y lanza su primer sencillo, «Inalcanzable». 
Tras cuatro años, el grupo anunció su separación en 2008 y un tour mundial de despedida llamado Gira del Adiós, realizando presentaciones en toda América y Europa. En marzo de 2009, como despedida lanzan su último disco titulado Para olvidarte de mí.

### 2009-presente: como solista
Luego de que el grupo se separó en 2008, al protagonizar Cuidado con el ángel, ella cantó diversos temas para la telenovela. Algunos de ellos son «Esta soledad», «Sólo contigo» y «Separada de ti». Para la telenovela Mi pecado, cantó el tema «Será mi pecado ser mujer» junto al artista mexicano Enrique Guzmán Yáñez.
Durante esta etapa como actriz también interpretó varias bandas sonoras, «Esta soledad», «Contigo», «Mi pecado» junto al grupo Reik, «A partir de hoy» con Marco Di Mauro, «Te daré mi corazón» y «Vas a querer volver» fueron temas que se escucharon en televisión. En 2014, fue nombrada como «La personalidad con más estilo» por la revista Estilo DF.
El 14 de agosto de 2012, compartió en un twitcam su regreso a la música con su sencillo «Te daré mi corazón». El sencillo fue grabado en Los Ángeles, en el primer semestre del 2012, compuesto por Mane de la Parra y producida por Marco A. Godoy de Rumbavision, bajo el sello de su nueva casa discográfica Warner Music.
En 2013 y luego de cinco años, retornó al ámbito musical y lanzó su primer álbum Eclipse de luna, bajo el sello discográfico Warner Music. De este álbum, se desprendieron los sencillos «Tú y yo» —canción que tuvo millones de reproducciones en YouTube, «Eclipse de luna», «Vas a querer volver» y «Todo lo que soy» este último junto a Álex Ubago. El álbum ha tenido un éxito moderado y logró posicionarse en el lugar dos y nueve de Latin Pop Albums y Top Latin Albums, listas publicadas por Billboard para el mercado latinoamericano. Con el lanzamiento de su primer álbum con distintos géneros latinos algunos medios de comunicación la han catalogado como «La reina de la bachata».

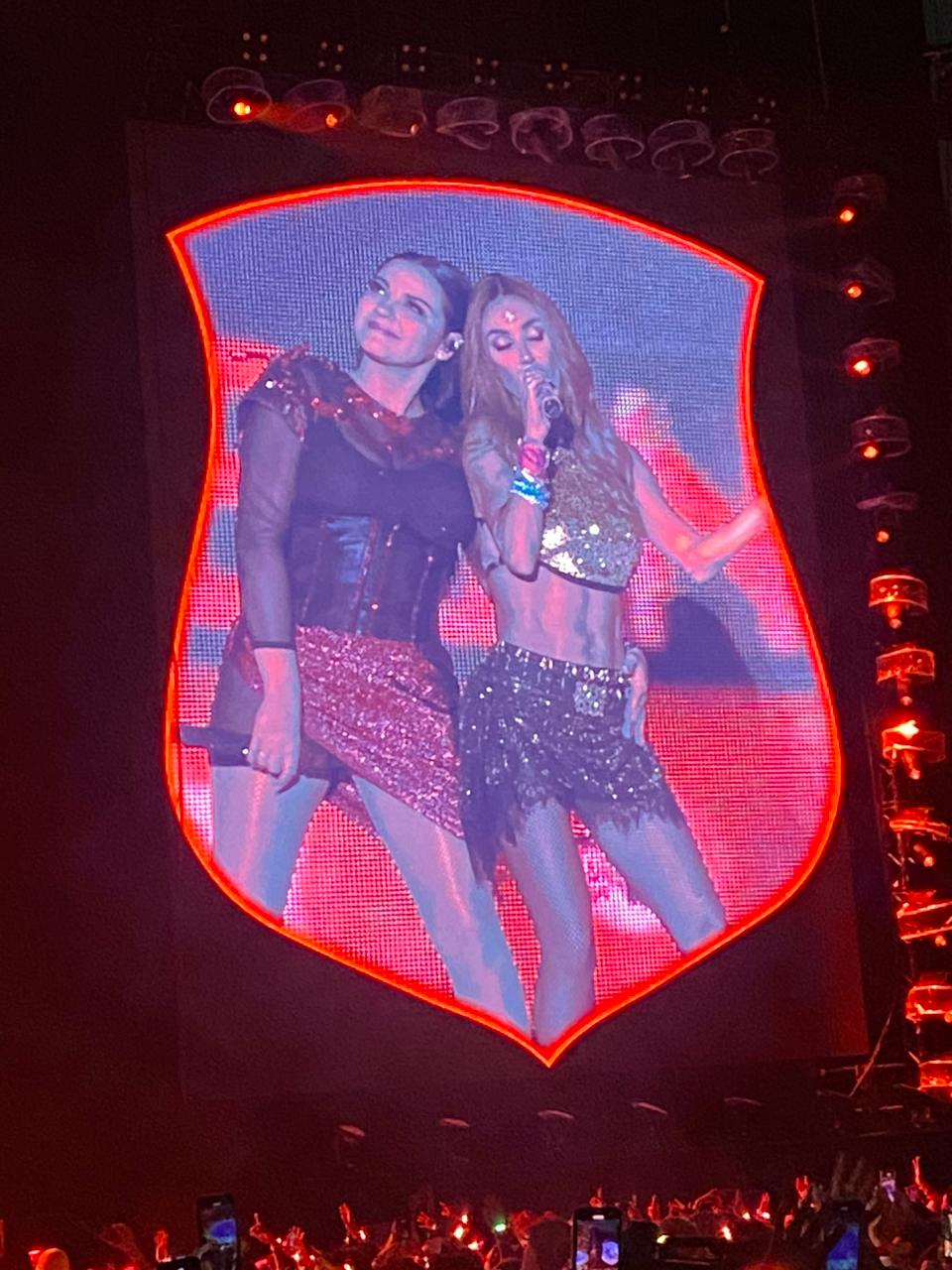
Perroni junto a Anahí (derecha) durante un concierto del «Soy Rebelde Tour», en São Paulo, noviembre de 2023.

En 2016, lanzó el sencillo «Adicta», que formó parte de su segundo álbum como solista. Posteriormente en 2017 lanzó el segundo sencillo «Loca» en colaboración con Cali & El Dandee. Prosiguió en febrero de 2018 lanzó el tercer sencillo «Como yo te quiero» en colaboración con Alexis & Fido. En abril de 2018 participó en colaboración en el nuevo sencillo del cantante Carlos Baute titulada «¿Quién es ese?». En octubre de 2018 participa en el nuevo álbum del cantante español Antonio José con el tema «Si tu quisieras». En noviembre del mismo año lanzó la pista «Bum Bum dale dale» en colaboración con Reykon.

## Otras actividades

### Actuación
En 2004, se integró en el elenco de la telenovela Rebelde, donde interpretó a «Lupita Fernández».  En 2007, formó parte del reparto de RBD: La Familia, donde interpretó junto a sus compañeros de RBD el personaje de «Mai». Perroni inició una carrera como actriz en roles protagónicos. Destaca su participación en los melodramas televisivos Cuidado con el ángel, Mi pecado, y Triunfo del amor,
En 2010, realizó una participación especial en un capítulo de la tercera temporada de la serie Mujeres asesinas y debutó en teatro con la puesta «Cena de matrimonios» en el papel de «Elisa» junto a Sebastián Zurita. En cine debuta en 2016 en la película El arribo de Conrado Sierra en el personaje «Ninfa Alcántar».
En 2012, hizo el doblaje de El arribo de Conrado Sierra, y la película Rise of the Guardians en México. Un año después, interpretó el personaje "Maite Terranova" en Selección Canina y el personaje "Di" en la animación mexicana Un Gallo Con Mucho Huevos. Participó en 2012 en la telenovela Cachito de cielo, dos años después en La gata. Protagonizó durante el 2015 y 2016 Antes muerta que Lichita, telenovelas que hoy en día se transmiten en más de 130 países en el mundo.
En 2018, protagonizó la telenovela Papá a toda madre. Durante el 2019 y 2020 participa en las series El juego de las llaves de Amazon Prime Video y Oscuro deseo de Netflix.
En 2020, protagonizó la serie Herederos por accidente, producida por Claro Video.

### Como presentadora
En 2010, presentó dos categorías en los Kids Choice Awards México. En 2011, Maite fue la directora de los "Premios de la Herencia Hispana", en Washington en la Casa Blanca.
En noviembre de 2014, fue una de las artistas invitadas a entregar un premio en la ceremonia de entrega de los Premios Grammy Latinos 2014, Maite entregó un premio junto al cantante Prince Royce. En febrero de 2015 , ella ha estado presentando el Premio Lo Nuestro en Miami , donde estuvo a cargo de algunas entrevistas y seguir todo lo que sucedía en las redes sociales. En julio de ese año, presentó la alfombra principal de la noche entrevistando a las estrellas que llegaron a los Premios Juventud , además de presentarse con su canción " Vas a Querer Volver " en los premios. En agosto dirigió los Kids Choice Awards México 2015 junto a Mario Bautista. En abril de 2016, Maite presentó una categoría junto con Arath de la Torre en el premio Diosas de Plata.

### Publicidad
Entre 2005 y 2007 posó para Surat Catalogs, una línea de zapatos mexicana; aún en 2006 se convirtió en la imagen de la línea femenina de Nike en México. En 2007, firmó un contrato con NYX Cosmetics, convirtiéndose en 2008 en la primera modelo en renovar su contrato y posar nuevamente para dicho catálogo.  En mayo de 2007, la compañía Mattel lanzó una edición especial de Barbie, como los personajes Mia, Lupita y Roberta de la novela. Anahí, Maite y Dulce María fueron las primeras mexicanas en tener una réplica de sus personajes. Las muñecas se ofrecieron a la venta en México, Estados Unidos y América Latina.

### Como escritora
En el año 2025, Perroni lanzó un libro titulado "Mi viaje como Rebelde", esto en conmemoración de sus 20 años de carrera artística, en donde plasma sus más gratas vivencias a lado del grupo RBD,  paginas dicho material está acompañado de más de 70 fotos inéditas de la también cantante.

## Vida personal
Es prima del actor Pablo Perroni.
Maite decidió ser bautizada en el río Jordán, durante un viaje a Israel en 2016, después de visitar sitios arqueológicos bíblicos en Jerusalén.
Contrajo matrimonio con el productor Andrés Tovar el 8 de octubre de 2022 en Valle de Bravo luego de anunciar su compromiso en septiembre de ese mismo año. El 9 de enero del 2023, a través de sus redes sociales, anunció que se encontraban esperando a su primera hija. Su retoño, al que bautizaron como Lía, nació en mayo de 2023.

## Filmografía

### Cine
| Año  | Título                      | Personaje                 | Ref.   |
| ---- | --------------------------- | ------------------------- | ------ |
| 2012 | El arribo de Conrado Sierra | Ninfa Alcántara           | [ 50 ] |
| 2012 | Rise of The Guardians       | The Tooth Fairy (doblaje) | [ 51 ] |
| 2015 | Un gallo con muchos huevos  | Di (voz)                  | [ 53 ] |
| 2015 | Selección Canina            | Maite (voz)               | [ 52 ] |
| 2018 | Dibujando el cielo          | Sofía                     | [ 79 ] |
| 2018 | Viva la Revolución          | Mrs. Guevara              | [ 80 ] |
| 2019 | Doblemente Embarazada       | Cristina                  | [ 81 ] |
| 2021 | Un rescate de huevitos      | Di (voz)                  | [ 82 ] |
| 2022 | La octava cláusula          | Cat                       | [ 83 ] |
| 2022 | Sin ti no puedo             | Blanca                    | [ 84 ] |

### Televisión
| Año           | Título                   | Personaje                                         | Notas                      | Ref.   |
| ------------- | ------------------------ | ------------------------------------------------- | -------------------------- | ------ |
| 2004-2006     | Rebelde                  | Guadalupe «Lupita» Fernández                      |                            | [ 6 ]  |
| 2007          | RBD: La familia          | Mai                                               | Protagonista; 13 episodios |        |
| 2007          | Lola, érase una vez      | La nueva Cenicienta                               |                            | [ 85 ] |
| 2008-2009     | Cuidado con el ángel     | María de Jesús «Marichuy» Velarde Santos          |                            | [ 86 ] |
| 2009          | Mi pecado                | Lucrecia Córdoba Pedraza                          |                            | [ 87 ] |
| 2010          | Mujeres asesinas         | Estela Blanco                                     | Ep. Las Blanco, Viudas     | [ 88 ] |
| 2010-2011     | Triunfo del amor         | María Desamparada                                 |                            | [ 89 ] |
| 2012          | Cachito de cielo         | Renata Landeros                                   |                            | [ 90 ] |
| 2014          | La gata                  | Esmeralda de la Santacruz «la Gata»               |                            | [ 91 ] |
| 2015-2016     | Antes muerta que Lichita | Alicia Gutiérrez López «Lichita»                  |                            | [ 92 ] |
| 2017          | La voz Kids              | Co-Coach                                          |                            | [ 93 ] |
| 2017-2018     | Papá a toda madre        | Renée Sánchez Moreno                              |                            | [ 62 ] |
| 2019–presente | El juego de las llaves   | Adriana "Adri" Romero                             | Principal; 18 episodios    | [ 63 ] |
| 2020          | Herederos por accidente  | Lupe                                              | Principal; 13 episodios    |        |
| 2020          | Cómo sobrevivir soltero  | Ella misma                                        |                            | [ 94 ] |
| 2020-2022     | Oscuro deseo             | Alma Solares                                      | Principal; 33 episodios    | [ 64 ] |
| 2022          | ¿Quién mató a Sara?      | Alma Solares                                      |                            | [ 95 ] |
| 2023          | Triada                   | Rebecca «Becca» Fuentes / Tamara Sánchez / Aleida | Principal; 8 episodios     | [ 96 ] |

### Teatro
| Año  | Título              | Personaje | Ref.   |
| ---- | ------------------- | --------- | ------ |
| 2010 | Cena de matrimonios | Elisa     | [ 93 ] |

## Discografía

### Álbumes en solitario
| Año  | Datos | Listas | Listas   |
| Año  | Datos | MEX    | US Latin |
| ---- | --- | ------ | -------- |
| 2013 | Eclipse de luna - Lanzado: 13 de agosto de 2013 - Formato: CD, descarga digital - Discográfica: Warner Latin | 3      | 9        |

### Sencillos
| Año  | Canción                                            | Listas | Listas | Listas | Listas   | Listas | Listas | Listas | Álbum               |
| Año  | Canción                                            | MEX    | MX Pop | CR     | US Latin | COl    | GRE    | BRA    | Álbum               |
| ---- | -------------------------------------------------- | ------ | ------ | ------ | -------- | ------ | ------ | ------ | ------------------- |
| 2010 | «A partir de hoy» (a dueto con Marco Di Mauro)     | 4      | 1      | 3      | 24       | —      | —      | —      | Algo que me faltaba |
| 2013 | «Tú y yo»                                          | 9      | 4      | 25     | 21       | 10     | 10     | —      | Eclipse de luna     |
| 2013 | «Eclipse de luna»                                  | 27     | 12     | 23     | —        | —      | —      | —      | Eclipse de luna     |
| 2013 | «Inexplicable» (feat. Thiaguinho) «sólo en Brasil» | —      | —      | 3      | —        | —      | —      | 31     | Eclipse de luna     |
| 2014 | «Vas a querer volver»                              | 13     | 6      | 23     | 19       | —      | —      | —      | Eclipse de luna     |
| 2014 | «Todo lo que soy» (feat. Álex Ubago)               | 24     | 6      | 22     | —        | —      | —      | —      | Eclipse de luna     |
| 2016 | «Adicta»                                           | 35     | 6      | 26     | —        | —      | —      | —      | Sin álbum           |
| 2017 | «Loca» (feat. Cali y El Dandee)                    | 27     | 14     | 41     | 36       | —      | —      | —      | Sin álbum           |
| 2018 | «Como yo te quiero» (feat. Alexis y Fido)          | —      | —      | —      | —        | —      | —      | —      | Sin álbum           |

### Sencillos promocionales
| Año  | Canción                                    | Álbum                          |
| ---- | ------------------------------------------ | ------------------------------ |
| 2010 | «Mi pecado» (a dueto con Reik)             | Un día más Edición especial    |
| 2012 | «Te daré mi corazón»                       | Sin álbum                      |
| 2014 | «Como se explica o amor»                   | Eclipse de luna Edición deluxe |
| 2015 | «Esta navidad» (a dueto con Jesús Navarro) | Sin álbum                      |

### Bandas sonoras
| Año  | Canción                                  | Trabajo                               |
| ---- | ---------------------------------------- | ------------------------------------- |
| 2008 | «Esta soledad»                           | Cuidado con el ángel                  |
| 2008 | «Contigo»                                | Cuidado con el ángel                  |
| 2008 | «Separada de ti»                         | Cuidado con el ángel                  |
| 2008 | «Ave María»                              | Cuidado con el ángel                  |
| 2009 | «Mi pecado» (feat. Reik)                 | Mi pecado                             |
| 2010 | «A partir de hoy» (feat. Marco Di Mauro) | Triunfo del amor                      |
| 2011 | «Del 1 al 11»                            | Plaza Sésamo                          |
| 2012 | «Te daré mi corazón»                     | Cachito de cielo                      |
| 2014 | «Tú y yo»                                | Mamá mechona                          |
| 2014 | «Vas a querer volver»                    | La gata                               |
| 2014 | «Todo lo que soy» (feat. Álex Ubago)     | La gata                               |
| 2014 | «Como se explica o amor»                 | Meu pecado (Versión exclusiva de SBT) |
| 2016 | «Adicta»                                 | Treintona, soltera y fantástica       |

### Composiciones
| Año  | Canción                | Artista       | Álbum              |
| ---- | ---------------------- | ------------- | ------------------ |
| 2007 | «Tal vez mañana»       | RBD           | Empezar desde cero |
| 2013 | «Tú y yo»              | Maite Perroni | Eclipse de luna    |
| 2013 | «Eclipse de luna»      | Maite Perroni | Eclipse de luna    |
| 2013 | «Melancolía (Saudade)» | Maite Perroni | Eclipse de luna    |
| 2013 | «Los cangrejos»        | Maite Perroni | Eclipse de luna    |

## Giras musicales
| Año       | Título                       |
| --------- | ---------------------------- |
| 2010      | Maite Perroni Brazilian Tour |
| 2014-2015 | Eclipse de Luna Tour         |
| 2016-2017 | Love Tour                    |
| 2018-2019 | Maite Perroni Live Tour      |

## Premios y reconocimientos

### Premios TVyNovelas
| Año  | Categoría                                 | Trabajo                                              | Resultado |
| ---- | ----------------------------------------- | ---------------------------------------------------- | --------- |
| 2006 | Mejor tema musical                        | Rebelde por «RBD»                                    | Ganadora  |
| 2009 | Mejor actriz juvenil                      | Cuidado con el ángel                                 | Ganadora  |
| 2010 | Mejor actriz juvenil                      | Mi pecado                                            | Nominada  |
| 2012 | Mejor actriz                              | Triunfo del amor                                     | Nominada  |
| 2012 | Mejor tema musical                        | «A partir de hoy» por Marco Di Mauro y Maite Perroni | Nominada  |
| 2012 | Artista más popular de las redes sociales | Maite Perroni                                        | Ganadora  |
| 2015 | Mejor actriz                              | La Gata                                              | Nominada  |
| 2016 | Mejor actriz protagónica                  | Antes muerta que Lichita                             | Ganadora  |
| 2018 | Mejor actriz protagónica                  | Papá a toda madre                                    | Ganadora  |

### Premios Juventud
| Año  | Categoría                   | Trabajo                  | Resultado |
| ---- | --------------------------- | ------------------------ | --------- |
| 2008 | Chica que me quita el sueño | Maite Perroni            | Nominada  |
| 2009 | Chica que me quita el sueño | Cuidado con el ángel     | Ganadora  |
| 2009 | Quiero vestir como ella     | Maite Perroni            | Nominada  |
| 2010 | Chica que me quita el sueño | Mi pecado                | Nominada  |
| 2011 | Chica que me quita el sueño | Triunfo del amor         | Ganadora  |
| 2014 | Chica que me quita el sueño | Cachito de cielo         | Nominada  |
| 2015 | Mejor tema novelero         | Vas a querer volver      | Nominada  |
| 2015 | Mi protagonista favorita    | La gata                  | Nominada  |
| 2016 | Mi protagonista favorita    | Antes muerta que Lichita | Ganadora  |

### Kids Choice Awards México
| Año  | Categoría                 | Trabajo                     | Resultado |
| ---- | ------------------------- | --------------------------- | --------- |
| 2013 | Actriz favorita           | Cachito de cielo            | Nominada  |
| 2013 | Actor de doblaje favorito | El origen de los guardianes | Nominada  |
| 2014 | Actriz favorita           | La Gata                     | Nominada  |
| 2018 | Actriz favorita           | Papá a toda madre           | Nominada  |

### TV Adicto Golden Awards
| Año  | Categoría                              | Nominados            | Resultado |
| ---- | -------------------------------------- | -------------------- | --------- |
| 2008 | Mejor Revelación Femenina              | Cuidado con el ángel | Ganadora  |
| 2008 | Mejor Pareja(con William Levy)         | Cuidado con el ángel | Ganadores |
| 2010 | Mejor Revelación Femenina de la década | Maite Perroni        | Ganadora  |
| 2010 | Mejor Protagonista Femenina            | Mi pecado            | Ganadora  |
| 2014 | Mejor Protagonista Femenina            | La gata              | Ganadora  |

### People en Español
| Año  | Categoría                         | Trabajo              | Resultado |
| ---- | --------------------------------- | -------------------- | --------- |
| 2009 | Mejor pareja (con William Levy)   | Cuidado con el ángel | Nominada  |
| 2009 | Mejor actriz                      | Cuidado con el ángel | Nominada  |
| 2010 | Mejor pareja (con Eugenio Siller) | Mi pecado            | Nominada  |
| 2010 | Mejor actor/actriz juvenil        | Mi pecado            | Nominada  |
| 2010 | Mejor actriz                      | Mi pecado            | Nominada  |
| 2011 | Mejor pareja (con William Levy)   | Triunfo del amor     | Ganadora  |
| 2011 | Mejor actriz                      | Triunfo del amor     | Nominada  |
| 2012 | Reina del Twitter                 | Maite Perroni        | Ganadora  |
| 2013 | La más bella del Instagram        | Maite Perroni        | Nominada  |
| 2013 | El regreso del año                | Maite Perroni        | Nominada  |
| 2013 | Canción del año                   | "Tu y yo"            | Nominada  |
| 2013 | Mejor vídeo del año               | "Tu y yo"            | Nominada  |
| 2014 | Mejor pareja (con Daniel Arenas)  | La Gata              | Nominada  |
| 2014 | Mejor actriz                      | La Gata              | Nominada  |
| 2014 | Mejor tema de telenovela          | Vas a querer volver  | Nominada  |

### Produ Awards
| Año  | Categoría                                                                        | Telenovela o Serie | Resultado |
| ---- | -------------------------------------------------------------------------------- | ------------------ | --------- |
| 2023 | Mejor actriz principal - serie y miniserie de acción, policial, terror, thriller | Tríada             | Ganadora  |